# Sphaerorutela sumptuosa
Sphaerorutela sumptuosa är en skalbaggsart som beskrevs av Ohaus 1913. Sphaerorutela sumptuosa ingår i släktet Sphaerorutela och familjen Rutelidae. Inga underarter finns listade i Catalogue of Life.